# ソンブラス・ナダ・マス
『ソンブラス・ナダ・マス』（Sombras nada más）は、フランシスコ・ロムート作曲のタンゴ。

## 概要
1943年発表の曲。「影、ただそれだけ」という意味の題名である。
ホセ・マリア・コントゥルシ（José Maria Contursi）の歌詞がついている。
アニバル・トロイロ楽団やフランシスコ・カナロ楽団のレコード録音がある。
また、ラテン音楽の曲として演奏されることもよくあり、ロス・パンチョスの演奏も人気がある。
YouTubeでも、いくつかアップロードされているものの、タンゴでなくラテン音楽としての演奏が目立つ。